# دايفيد هاردي
دايفيد هاردي (بالإنجليزية: David Hardie)‏ هو طبيب أسترالي، ولد في 4 يونيو 1856، وتوفي في 11 نوفمبر 1945.